# Denis Zakaria
Denis Lemi Zakaria Lako Lado (* 20. listopadu 1996 Ženeva) je švýcarský profesionální fotbalista, který hraje na pozici defenzivního záložníka za klub AS Monaco FC a za švýcarský národní tým.

## Klubová kariéra
Zakaria je odchovanec ženevského klubu Servette FC. V červenci 2015 Zakaria přestoupil do Young Boys za částku okolo 400 tisíc eur; podepsal čtyřletou smlouvu. Ve švýcarské Super League debutoval 18. července 2015 v utkání proti FC Zürich při remíze 1:1, když v 79. minutě vystřídal Alexandra Gerndta.

### Borussia Mönchengladbach
V červnu 2017 přestoupil Zakaria do německé Borussie Mönchengladbach za 10 miliónů eur. Byl přiveden jako náhrada za Mahmouda Dahouda, který opustil klub do Borussie Dortmund. Zakaria v Gladbachu podepsal pětiletou smlouvu.

### Juventus
Debutový zápas proti Hellas Veroně 6. února dopadl výhrou Juventusu 2:0. Zakaria se gólově prosadil v 61. minutě a společně s dalším debutantem Dušanem Vlahovićem zaručil ligovou výhru.

#### Hostování v Chelsea
Dne 1. září 2022 byl Zakaria půjčen do klubu Chelsea až do konce sezóny 2022/23 s možností trvalého přestupu na konci sezóny. Dne 2. listopadu 2022 vstoupil Zakaria na hřiště poprvé za Chelsea v posledním zápase skupinové fáze Ligy mistrů UEFA, kde vstřelil vítězný gól v zápase s Dinamem Záhřeb, který skončil 2:1.

### Monaco
Dne 14. srpna 2023 přestoupil Zakaria do klubu AS Monaco, kde podepsal pětiletou smlouvu.

## Reprezentační kariéra
Zakaria debutoval ve švýcarské reprezentaci 28. května 2016, když nastoupil do přátelského zápasu proti Belgii. Byl součástí týmu na mistrovství Evropy 2016.
Byl nominován do švýcarského fotbalového týmu na Mistrovství světa 2018 v Rusku.
V květnu 2019 odehrál ve finálový turnaj Ligy národů 2018/19, kde Švýcaři skončili na 4. místě.
Byl zařazen do 26členného švýcarského týmu pro Euro 2020. Dne 2. července 2021 vstřelil vlastní gól v 8. minutě čtvrtfinálového zápasu proti Španělsku, který prohráli na penalty. Jeho vlastní gól byl nejrychlejším v historii Mistrovství Evropy, čímž překonal 18 minut Wojciecha Szczęsného proti Slovensku na stejném turnaji, dokud rekord na dalším turnaji nepřekonal Donyell Malen, když si vstřelil vlastní gól v 6. minutě zápasu Nizozemska proti Rakousku.

## Statistiky

### Klubové
K 17. květnu 2025.
| Klub                     | Sezóna  | Liga             | Liga   | Liga | Národní pohár | Národní pohár | Ligový pohár | Ligový pohár | Evropské poháry | Evropské poháry | Ostatní | Ostatní | Celkem | Celkem |
| Klub                     | Sezóna  | Liga             | Zápasy | Góly | Zápasy        | Góly          | Zápasy       | Góly         | Zápasy          | Góly            | Zápasy  | Góly    | Zápasy | Góly   |
| ------------------------ | ------- | ---------------- | ------ | ---- | ------------- | ------------- | ------------ | ------------ | --------------- | --------------- | ------- | ------- | ------ | ------ |
| Servette                 | 2014/15 | Challenge League | 6      | 2    | 0             | 0             | —            | —            | —               | —               | —       | —       | 6      | 2      |
| Young Boys               | 2015/16 | Super League     | 27     | 1    | 3             | 0             | —            | —            | 3               | 0               | —       | —       | 33     | 1      |
| Young Boys               | 2016/17 | Super League     | 23     | 1    | 4             | 0             | —            | —            | 7               | 0               | —       | —       | 34     | 1      |
| Young Boys               | Celkem  | Celkem           | 50     | 1    | 7             | 0             | —            | —            | 10              | 0               | —       | —       | 67     | 2      |
| Borussia Mönchengladbach | 2017/18 | Bundesliga       | 30     | 2    | 3             | 0             | —            | —            | —               | —               | —       | —       | 33     | 2      |
| Borussia Mönchengladbach | 2018/19 | Bundesliga       | 31     | 4    | 1             | 0             | —            | —            | —               | —               | —       | —       | 32     | 4      |
| Borussia Mönchengladbach | 2019/20 | Bundesliga       | 23     | 2    | 2             | 0             | —            | —            | 6               | 0               | —       | —       | 31     | 2      |
| Borussia Mönchengladbach | 2020/21 | Bundesliga       | 25     | 1    | 2             | 0             | —            | —            | 5               | 0               | —       | —       | 32     | 1      |
| Borussia Mönchengladbach | 2021/22 | Bundesliga       | 16     | 2    | 2             | 0             | —            | —            | —               | —               | —       | —       | 18     | 2      |
| Borussia Mönchengladbach | Celkem  | Celkem           | 125    | 11   | 10            | 0             | —            | —            | 11              | 0               | —       | —       | 146    | 11     |
| Juventus                 | 2021/22 | Serie A          | 9      | 1    | 3             | 0             | —            | —            | 1               | 0               | —       | —       | 13     | 1      |
| Juventus                 | 2022/23 | Serie A          | 2      | 0    | —             | —             | —            | —            | —               | —               | —       | —       | 2      | 0      |
| Juventus                 | Celkem  | Celkem           | 11     | 1    | 3             | 0             | —            | —            | 1               | 0               | —       | —       | 15     | 1      |
| Chelsea (hostování)      | 2022/23 | Premier League   | 7      | 0    | 1             | 0             | 1            | 0            | 2               | 1               | —       | —       | 11     | 1      |
| Monaco                   | 2023/24 | Ligue 1          | 25     | 4    | 3             | 0             | —            | —            | —               | —               | —       | —       | 28     | 4      |
| Monaco                   | 2024/25 | Ligue 1          | 26     | 6    | 0             | 0             | —            | —            | 7               | 1               | 1       | 0       | 34     | 7      |
| Monaco                   | Celkem  | Celkem           | 51     | 10   | 3             | 0             | —            | —            | 7               | 1               | 1       | 0       | 62     | 11     |
| Celkem                   | Celkem  | Celkem           | 249    | 26   | 24            | 0             | 1            | 0            | 31              | 2               | 1       | 0       | 306    | 28     |

### Reprezentační
K 25. březnu 2025.
| Švýcarsko | Švýcarsko | Švýcarsko |
| Rok       | Zápasy    | Góly      |
| --------- | --------- | --------- |
| 2016      | 3         | 0         |
| 2017      | 6         | 0         |
| 2018      | 9         | 1         |
| 2019      | 10        | 2         |
| 2020      | 0         | 0         |
| 2021      | 12        | 0         |
| 2022      | 5         | 0         |
| 2023      | 7         | 0         |
| 2024      | 5         | 0         |
| 2025      | 2         | 0         |
| Celkem    | 59        | 3         |

#### Reprezentační góly
Skóre a výsledky Švýcarska jsou vždy zapisovány jako první.
| Gól | Datum           | Místo                                              | Soupeř    | Skóre | Výsledek | Soutěž                   |
| --- | --------------- | -------------------------------------------------- | --------- | ----- | -------- | ------------------------ |
| 1.  | 8. září 2018    | Kybunpark, St. Gallen, Švýcarsko                   | Island    | 2:0   | 6:0      | Liga národů UEFA 2018/19 |
| 2.  | 23. března 2019 | Národní stadion Borise Paičadzeho, Tbilisi, Gruzie | Gruzie    | 2:0   | 2:0      | Kvalifikace na Euro 2020 |
| 3.  | 8. září 2019    | Stade Tourbillon, Sion, Švýcarsko                  | Gibraltar | 1:0   | 4:0      | Kvalifikace na Euro 2020 |